# Kredyt Społeczny (Kanada)
Kredyt Społeczny (ang. Social Credit, fr. Relliement des Créditistes) – ruch polityczny w Kanadzie, opierający się na koncepcji ekonomicznej kredytu społecznego opracowanej przez Clifforda Douglasa w 1924.
Idea kredytu społecznego zdobyła pewną popularność w Kanadzie. Powstało kilka prowincjonalnych partii politycznych na niej bazujących. Partie zdołały także wprowadzić swoich deputowanych do Parlamentu Kanady, począwszy od 1935 do 1979. Największym sukcesem dla partii zakończyły się wybory do 25 parlamentu w 1962, kiedy to uzyskała 30 mandatów.

## Social Credit of Alberta
Partia powstała we wczesnych latach trzydziestych XX wieku, założona przez pastora Williama Aberharta. Wygrała wybory do Parlamentu Alberty w 1935. Zgodnie z założeniami kredytu społecznego, Aberhardt, jako premier Alberty rozpoczął emisję bonów kredytowych – Prosperity Certificates. Akcja została zatrzymana orzeczeniem Sądu Najwyższego. Aberhardt zmarł w trakcie sprawowania urzędu i został zastąpiony przez Ernesta Manninga, który utrzymując nazwę partii, zmienił jej program na liberalny.

## Social Credit of British Columbia
Początkowo podzielony na wiele frakcji, zjednoczył się wokół Ligi – Social Credit League, która pod przewodnictwem W. Bennet’a dała początek partii Social Credit Party of British Columbia. Wkrótce potem partia odrzuciła ideę kredytu społecznego i stała się typową partią środka.

## Relliement des Créditistes
Powstała w Quebecu w latach sześćdziesiątych, szybko zdobywając pewną popularność. Partia zdołała wprowadzić swoich posłów do 27 i 28 Parlamentu Kanady.